# Tamburo meccanico
Il tamburo meccanico è uno strumento musicale a percussione ideato da Leonardo da Vinci, da impiegare probabilmente in contesti bellici. 
Il disegno originale dello strumento compare nel foglio 837 del Codice Atlantico (1478-1518), realizzato a sanguigna e ripassato a penna e senza didascalie; sempre nel Codice è presente, nel foglio 877r, una serie di schizzi dello strumento.

## Descrizione
Il tamburo meccanico appartiene a una serie di strumenti musicali, concepiti da Leonardo, dotati di un meccanismo automatico, in grado di cambiare timbro e probabilmente da utilizzare in contesti bellici e nell'allestimento di feste.
Concepito probabilmente per sostituire i tamburini, esposti a grandi rischi durante le battaglie, il tamburo meccanico è uno strumento musicale percussivo a guisa di carro azionato da un sistema a cilindri. Mettendo in moto il carro, le ruote mettono in moto un albero a sua volta collegato a dei martelletti, i quali fanno risuonare un grande tamburo. Il tamburo può anche essere azionato da fermo, collegando due leve poste ai lati del marchingegno.